# Dirk Westphal (artysta)
Dirk Reinhard Westphal (ur. 1963 w Columbus) – amerykański artysta działający w Nowym Jorku.
Od czasu uzyskania tytułu magistra sztuk pięknych w Instytucie Sztuki Uniwersytetu Kalifornijskiego w 1989, pracował w wielu różnych dziedzinach artystycznych z naciskiem na fotografię. Początkowo działał na rynku jako niezależny fotograf dla magazynów i gazet, ale obecnie pracuje wyłącznie w studiu. Współpracuje z takimi galeriami jak: Mixed Greens w Nowym Jorku, Baldwin Gallery w Aspen, the Cat Street Galleries w Hongkongu, and Tim Olsen w Sydney, Australia.
Jego zdjęcia były publikowane w The New York Times, Der Spiegel i People. Jego prace zostały poddane przeglądowi w Art in Ameryca i ArtForum.com wśród wielu innych publikacjach. Prezentowane są również w wielu kolekcjach prywatnych i publicznych.
W 2002 Westphal poślubił Elizabeth Anne Lewis.